# فستیوس

فستیوس (به انگلیسی: Festivus) عنوان نقیضه‌ای به صورت جشنی سکولار است که در روز ۲۳ سپتامبر به عنوان جایگزینی برای جشن‌های کریسمس و تجارت‌های جانبی آن برگزار می‌شود. این جشن در اصل یک سنت خانوادگی در خانوادهٔ Dan O'Keefe یکی از نویسندگان سریال طنز آمریکایی ساینفلد بوده است که پس از نمایش قسمتی از این سریال دربارهٔ این جشن در سال ۱۹۹۷ میلادی جای خود را در فرهنگ عامه باز کرد.